# Mtzkhéthos
Mtzkhéthos (en géorgien მცხეთოს) est un héros de la mythologie géorgienne. Il serait, selon les légendes géorgiennes, le fils de Karthlos, lui-même fils de Thargamos, patriarche biblique. Marie-Félicité Brosset, dans son Histoire de la Géorgie depuis l'Antiquité jusqu'au XIXe siècle nous précise que c'était un géant de la famille des Targamosides. Toujours selon Brosset, à la mort de son père, Karthlos, Mtzkhéthos reçut au partage de la Karthlie les domaines allant de l'actuelle Tbilissi (Tiflis) jusqu'à la Mer de Sper (Arménie). Il aurait vécu longtemps et aurait vu sa famille s'agrandir considérablement, tout en craignant les Nébrothides que son père combattit.
Il est le probable fondateur de la ville de Mskhéta. Toutefois, celle-ci fut en réalité fondée par les Meskhis, une tribu caucasienne venant du Sud. Il fut le dernier Targamoside à croire en Dieu.

## Sources
- Marie-Félicité Brosset, Histoire de la Géorgie depuis l'Antiquité jusqu'au XIXe siècle, (Lire ce livre avec Google Books: , )